# Doliporo

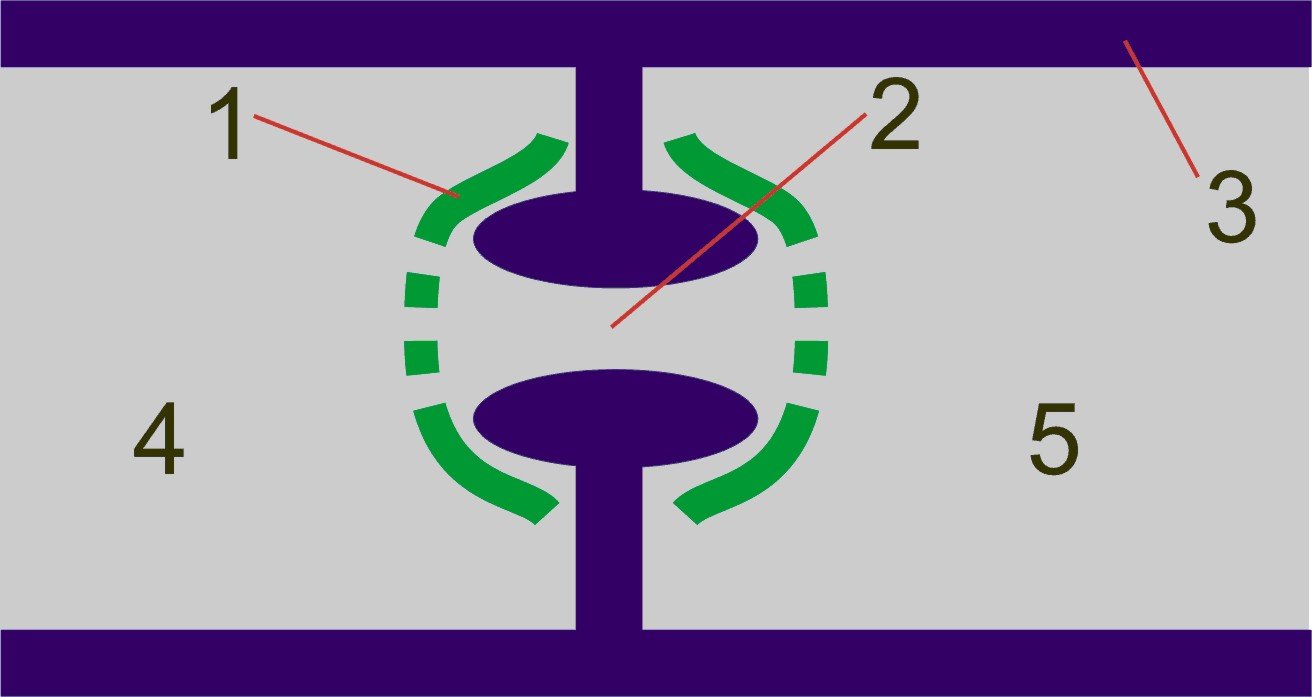
Nas hifas de fungos basidiomicetos, membranas designadas por parentessomas (1) "recobrem" um septo doliporo (2). A parede celular (3) está engrossada ao redor do poro septal para formar um anel em forma de barril. Perfurações no parentessoma permitem que o citoplasma flua entre as células (4) e (5).

Septo doliporo é uma estrutura especializada presente nas paredes celulares divisórias (os septos) que ocorre em quase todas as espécies de fungos do filo Basidiomycota. Ao contrário da maioria dos septos fúngicos, estas estruturas apresentam no centro da parede septal uma dilatação em forma de barril em torno de um poro central, que tem cerca de 0,1–0,2 µm de largura. Esta estrutura engrossada é tipicamente recoberta em cada extremidade por membranas especializadas, em forma de cúpuloa, designadas por parentessomas (devido à sua aparência semelhante a um parênteses quando vistas ao microscópio) ou simplesmente tampões dos poros septais . Esta membrana é formada por retículo endoplasmático modificado e é parte integrante e funcional do aparato septal.
Os septos doliporos variam significativamente entre as hifas monocarióticas e dicarióticas que se formam em diferentes fases dos ciclos de vida dos basidiomicetos. Em hifas monocarióticas, mas não dicarióticas, os paretessomas são contínuos com o retículo endoplasmático e as paredes septais são construídas com material diferente das paredes celulares. Todos os septos doliporos podem permitir que o citoplasma, e às vezes mitocôndrias, possam fluir através deles. As hifas monocarióticas têm parentessomas perfurados, que permitem que os núcleos celulares possam também fluir.
A estrutura foi descrita pela primeira vez por Royall Moore e James McAlear em 1962.